# Joseph Cabassol
Joseph Cabassol (1859 – 1928) foi um advogado, político e banqueiro francês. Ele serviu como prefeito de Aix-en-Provence entre 1902 e 1908.

## Primeiros anos
Joseph Marie Victor Cabassol nasceu em 21 de janeiro de 1859 em Aix-en-Provence. Seu pai, Joseph Philippe Cabassol (1828-1855), foi um banqueiro que co-fundou um pequeno banco com Louis-Auguste Cézanne (1798-1886), pai do renomado pintor Paul Cézanne (1839-1906), chamado Cézanne and Cabassol Bank, em 1848, até falir. Sua mãe era Euphrosine Caroline Rose (1833-1855). Ele foi educado em uma escola católica em Aix e estudou Direito na Universidade de Aix-en-Provence. Ele recebeu seu doutorado em direito em 1885. Ele falava francês e provençal.

## Carreira
Ele começou sua carreira como advogado em 1880. Ele serviu como bastonário de 1903 a 1905. Ele foi eleito presidente do Tribunal de Apelações de Aix em 12 de junho de 1917 e primeiro presidente em 18 de abril de 1927. Em 1919, ele atuou como presidente da Société des Amis des Arts, um maçom ordem em Aix. Mais tarde, ingressou no Conselho de Administração da Caisse d'Épargne local.
Ele decidiu iniciar uma carreira política e ingressou na União Republicana. Ele foi eleito para o Conselho Geral de Aix-Sud de 1898 a 1916, atuando como Presidente em 1914. Ele serviu como prefeito de Aix-en-Provence entre 1902 e 1908. Sob seu mandato, ele abriu o Museu d'Histoire Naturelle Aix-en-Provence, concebido por Antoine Aude (1799-1870), quando serviu como prefeito em 1835. (Foi então localizado no Boulevard du Roi René e agora está localizado no Hôtel Boyer d'Éguilles, um particionador listado do hotel localizado na 5 rue Espariat). Além disso, rejeitou a mudança proposta da Universidade de Aix-Marseille para Marselha, garantindo que esta permanecesse em Aix.
Ele recebeu a Cavalaria da Legião de Honra por seu serviço público.

## Autor
Ele escreveu um livro de poemas, Solitude, e uma peça, La dernière marquise. Além disso, ele publicou artigos na Gazette du palais e na Répertoire encyclopédique.

## Vida pessoal
Em 1886, ele se casou com Gabrielle Rose, sua prima. Eles tiveram três filhos:
- Jean Joseph Louis Marie Cabassol (1887-1916).[1] Ele morreu enquanto servia na Primeira Guerra Mundial.
- Simone Cabassol (1989-1976).
- Gabriel Cabassol (1901-1978).

## Morte e legado
Cabassol morreu em 25 de maio de 1928 em Aix-en-Provence. A Rue Joseph Cabassol no Quartier Mazarin em Aix-en-Provence é nomeada em sua homenagem. O Hôtel de Caumont fica nesta rua.

### Não-ficção
- Compte rendu de l’inauguration du buste de Zola (1906)
- Eloge pour sa réception à l’Académie du Dr Philippe Aude (1913)
- Le Parlement d’Aix, défenseur des droits et des traditions de la Provence (1919)
- Charles Giraud, (juriste) sa vie, ses œuvres (1924)

### Poemas
- Solitude (1885)

### Peças
- La dernière marquise (1923)